# Praça-forte de Campo Maior
A Praça-forte de Campo Maior, ou Fortificações de Campo Maior, localiza-se em Campo Maior, na Freguesia de São João Baptista, no Município de Campo Maior, Distrito de Portalegre, no Alentejo, em Portugal.
A Praça-forte de Campo Maior engloba o Castelo Medieval que está classificado como Monumento Nacional.

## História

### Antecedentes
A ocupação humana do sítio elevado de Campo Maior perde-se na pré-história. Acredita-se que foi habitada sucessivamente por povos Celtas, Romanos e Muçulmanos, para ser reconquistada por cristãos no século XIII.

### O castelo medieval
À época do rei D. Dinis (1279-1325), o Tratado de Alcanises (1297) determinou que a povoação pertencia aos domínios portugueses, tendo aquele soberano lhe concedido Carta de Foral (elevando-a a vila) e reconstruindo-lhe o castelo medieval.
Posteriormente, o rei D. João II (1481-95) ampliou-lhe as defesas, inscrevendo toda a vila dentro das muralhas.

### A moderna Praça-forte
No contexto da Guerra da Restauração da independência portuguesa, diante da necessidade de modernização das suas defesas, a remodelação da sua fortificação foi projetada pelo Engenheiro-mor das fortificações do Alentejo, o francês Nicolau de Langres, que a transformou em uma verdadeira praça-forte (1644).
Posteriormente, no contexto da Guerra da Sucessão Espanhola (1702-1713), resistiu invicta a um cerco de trinta e seis dias imposto por tropas espanholas sob o comando do marquês de Bay (1712). Na ocasião o fogo da artilharia sitiante causou-lhe severos danos, tendo aberto uma brecha no baluarte de São João, onde uma heróica resistência conteve o inimigo. Poucos anos mais tarde, em 1732, foi palco de uma nova tragédia quando a queda de um raio sobre a antiga torre de Menagem do castelo, utilizada como paiol de pólvora, causou a explosão da munição ali estocada, iniciando um violento incêndio e consequente morte e ferimentos a cerca de mil e trezentos moradores, arrasando a estrutura e consumindo mais da metade das casas da vila.
A praça foi restaurada, ainda sob o reinado de D. João V (1705-1750), com as obras a cargo do engenheiro militar Manuel de Azevedo Fortes, que transformou o conjunto em ruínas numa fortaleza de menores dimensões, mas de maior operacionalidade.
Quando da Guerra Peninsular, a praça caiu com honras militares após dezoito dias de cerco espanhol durante a chamada Guerra das Laranjas (1801). Um novo cerco (treze dias) culminou em nova capitulação com honras militares, agora diante das tropas de Napoleão (1811), para ser retomada quatro dias mais tarde por tropas luso-inglesas sob o comando de William Carr Beresford, que em recompensa foi consagrado Marquês de Campo-Maior.

### Do século XX aos nossos dias
Entre as décadas de 1940 e de 1980, a Direcção-Geral dos Edifícios e Monumentos Nacionais (DGEMN) conduziu diversas campanhas de limpeza, consolidação e restauração do conjunto, o mesmo sendo feito, na década de 1990 pelo IPPAR, com recursos da DRE.
Atualmente, da cintura fortificada na campanha seiscentista, restam ainda baluartes, portas e revelins.

## Características
O conjunto, abaluartado, permitindo o tiro rasante, apresenta planta polígonal irregular de dez lados, com os campos envolventes limpos de árvores e de casario.
Embora alguns troços de cortinas tenham desaparecido, uma dezena de baluartes complementavam a defesa. A partir do setor Sul, no sentido horário:
1. Baluarte da Boa Vista;
2. Meio-baluarte de São Sebastião e Portas da Vila;
3. Meio-baluarte de Lisboa;
4. Meio-baluarte do Curral dos Coelhos;
5. Baluarte de Santa Cruz;
6. Baluarte do Cavaleiro ou Baluarte de São João;
7. Meio-baluarte do Príncipe;
8. Baluarte da Fonte do Concelho;
9. Meio-baluarte de São Francisco;
10. Meio-baluarte de Santa Rosa e poterna.

A defesa é complementada por um fosso e por uma contra-escarpa em boa parte da sua extensão, nomeadamente de Sul e a Nordeste, bem como quatro revelins. Os antigos edifícios militares hoje têm ocupação civil, conservando a traça original (armazéns, quartéis, cavalariças, etc.).
Essa defesa era ampliada pelos Forte do Cachimbo e Forte de São João, ambos demolidos sob o reinado de D. João V por razões estratégicas.